# Nelvana
Nelvana es un estudio de animación y compañía de producción canadiense fundada en julio de 1971. Es denominada así por sus fundadores Michael Hirsh, Patrick Loubert y Clive A. Smith como la superheroína canadiense de la historieta Nelvana de las luces del norte creada por Adrian Dingle en 1940. Fue considerada oficialmente la primera gran empresa de animación canadiense. En el año 2000 Nelvana fue adquirida por Corus Entertainment, una compañía derivada de Shaw Communications.
Algunas de las series más conocidas de Nelvana incluyen The Care Bears, Babar, Pequeño oso, Eek! el gato, Franklin, Locos Dieciséis y Ruby Gloom. Además ha participado en el doblaje estadounidense de series anime como Beyblade, Card Captor Sakura y Medabots. Nelvana también ha participado en la distribución de algunas series estadounidenses como Los padrinos mágicos fuera de los Estados Unidos. Actualmente su biblioteca de dibujos animados se compone de más de 1650 medias horas de series originales.

## Historia

### Años 1970
Nelvana se inició en 1970 cuando los graduados de la universidad de York, Michael Hirsh y Patrick Loubert se unieron al animador y diseñador británico Clive A. Smith en la ciudad de Toronto, Hirish y Loubert quienes tenían una pasión hacia la realización de películas Underground fundaron una pequeña compañía llamada Laff Arts alrededor de los años 60. Smith, cuyo interés era la música Rock and Roll, era participante en el reparto de la serie animada de la banda británica The Beatles y en la película de 1968 (Yellow Submarine). Hirish comentó el ambiente de la fundación de Nelvana:

Clive es animador, Patrick y yo estabamos interesados en la animación cuando ambos estuvimos en la universidad. Cuando no había ningún estudio de producción en Canadá, en la animación o en la producción de series de televisión. Allí solamente había estaciones que producían series para una emisión nacional, pero no había gente que realizara series para una emisión internacional. Con gran felicidad inconsciente de todo eso implicaría, nosotros decidimos iniciar una compañía en Toronto

Pronto ellos colecionaron cómics locales de los años 40, después se adquirieron los derechos de los cómics. Alternadamente, realizaron un documental de media hora para la BBC basándose en los cómics canadienses. Su viaje de dos años hacia el arte de la Galería Nacional de Canadá, "Tradiciones de arte en los cómics en Canadá, 1941-1945". dio a una ocasión de revisitar la herencia del país más allá en ese campo; Mientras tanto, Hirish y Loubert colaboraron con "Los grandes cómics canadienses" junto con Peter Martin y asociados. Entre todo este éxito, Hirish, Loubert y Smith llamaron su compañía Nelvana, como la superheroína canadiense de la Segunda Guerra Mundial, Nelvana de las luces del norte, quien era una de los personajes de los "Blancos canadienses".
Un abandonado edificio en el centro de Toronto sirvió para la primera sede de la compañía y un soporte de medadera localizado en un WC de una casa artificial era el primer equipamiento de cámaras. "Para crear Zooms" Hirsh tuvo que realizar trabajos simples con esta máquina, "Apilamos varios libros telefónicos bajo el trabajo artístico". Durante su 1 año y medio, el trío obtuvo grandes cantidades de dinero debido a la tarjeta Visa que le entregaron a Loubert durante la universidad, dicha cantidad superaba los C$7.500 antes de que reclamasen el doble de ese costo como su primera transacción. Bajo estas condiciones, Nelvana se ivolucró en la producción de documentales y de películas de acción real. En el área de la animación Nelvana realizó 10 rellenos con un costo de C$1.500 para la CBC.
Entre las primeras producciones del estudio se encuentran un cortometraje de bajo presupuesto para la CBC denominado "Cinema de la estrella pequeña" que combinaba imagen real y animación, esta consistía sobre el punto de vista de unos niños. Esta fue procedida por una película creada en 1975 denominada "Dos pasos de Navidad", un especial con un estilo similar que consistía en una niña que quería ser una bailarina en un desfile de Navidad.
Gracias a la llegada de Sheridan College, Nelvana trabajó en sus primeros especiales de televisión: Una cósmica navidad (1977), El demonio y Daniel el ratón (1978), Por favor no devores el planeta (1979), Fiebre de Pascua (1980). Durante este tiempo George Lucas, un aficionado a sus trabajos, trabajó para el canal de televisión CBS en una secuencia de dibujos animados de diez minutos de duración incluida en el Especial de Navidad de Star Wars. En esta corta secuencia, oficialmente titulada The Story of the Faithful Wookiee, hizo su primera aparición ante el público el villano Boba Fett, quien apareció dos años más tarde en la película de 1980 El Imperio contraataca, aunque en esa ocasión no ya bajo la foram de un personaje dibujado sino interpretado en imagen real por el actor Jeremy Bulloch.

### Años 1980
Al comienzo de la década de 1980, Nelvana se le ofreció la oportunidad de trabajar en Heavy Metal, una antología animada de historias de ciencia ficción que los estudios en Canadá y otros países estaban trabajando. Nelvana declinó esta oportunidad, en lugar de pasar a concentrarse en la producción de su primer largometraje, Rock & Rule. Basado en gran medida en la primera especial de El diablo y Daniel Ratón, y originalmente titulada Drats!, La película ha sido producida durante cinco años, utilizando todos los recursos del estudio, un total de $8 millones. Tras su liberación por MGM / UA en 1983, recibió poca promoción en los Estados Unidos y rápidamente desapareció en la taquilla.
La desaparición financiera de Rock & Rule habrían terminado las operaciones de Nelvana todo, si la empresa no se salvaron de la deuda por trabajo a tiempo completo en la serie de televisión para niños. En su agenda en ese momento eran sus tres primeras franquicias de acción en vivo, los gemelos Edison, 20 Minute Workout y el Sr. Microchip., Con DIC Entertainment, Nelvana trabajó en la primera temporada del Inspector Gadget, y animado el episodio piloto de The Get-Along Gang. A principios de la década, la compañía trabajó en cuatro especiales de televisión basados en las propiedades de American Greetings. Ellos fueron los Magic de sí misma de los Elfos, basado en línea de juguetes de Mattel; Housewarming Strawberry Shortcake sorpresa, Strawberry Shortcake y el niño sin nombre, y Strawberry Shortcake Meets the Berrykins, los tres últimos de los cuales contó con la muñeca del mismo nombre. Hubo dos presentaciones de Nelvana basado en las propiedades AmToy, Madballs y My Pet Monster.
Pero quizá su mayor éxito en el momento llegó en la forma de los Care Bears, gracias a la adquisición de los derechos personaje de American Greetings, los propietarios de la franquicia. A principios de 1985, la primera película basada en la línea de juguetes se volvió la suerte de la compañía en todo, recaudando $23 millones en los EE. UU., y otros $1,5 millones en su Canadá natal. Su tremendo éxito dio paso a dos películas de gran pantalla, una nueva generación y Aventuras en Wonderland, así como una serie de televisión.
Arte conceptual del Doctor Who previsto serie animada por Nelvana. En el ámbito de la ciencia ficción, Nelvana han producido los Droids y Ewoks, dos sábados por la mañana la serie basada en Star Wars. En un momento, se habló de un programa de la CBS de animación de los estudios, sobre la base de la BBC Doctor Who, el plan nunca se materializó, pero el arte conceptual fue creado por Ted Bastien.
1986 Live For Orion Pictures "–comedia de acción occidental–", ¡Three Amigos!, La compañía hizo uso de los animatronics, en una escena con una tortuga de hablar. En 1987, Michael Hirsh, producido auto primero de Nelvana hecha película de este calibre, el ladrón comedia de Whoopi Goldberg. En 1988, Nelvana y Scholastic Corporation producido una serie de vídeo de Clifford el Gran Perro Rojo basada en el libro de 1962. También se distribuyó por Family Home Entertainment sobre las emisiones de vídeo. Cuarta parte vive de la compañía-serie de acción, T. y T., se estrenó en 1988 en la red mundial de Canadá. Dúo título del programa fue Mr. T de la fama de The A-Team, interpretando a un exboxeador llamado TS Turner, y la actriz canadiense Kristina Nicoll como abogado de la Costa Este con el nombre de Terri Taler. Nelvana ante la quiebra por segunda vez cuando el distribuidor estadounidense de la serie original era salir de los negocios, en seis semanas, que se salvaron al encontrar un reemplazo. También ese año, estableció BearSpots Nelvana, una instalación para la producción de comerciales de televisión que duró hasta 1993.
En la década llegó a su fin, el Nelvana había reactivado su siguiente gran éxito con una película y un show de televisión de HBO basada en la serie de Jean de Brunhoff Babar libro. Esta franquicia, la cooperación internacional su primera producción, ganó muchos premios ACE en los Estados Unidos y Géminis en Canadá. En septiembre de 1989, ABC empezó a transmitir uno de los productos de la empresa: una serie animada basada en Beetlejuice de Tim Burton.

### Años 1990
Después del éxito de Babar, el estudio adquirió los derechos de Las aventuras de Tintín de Herge, Pequeño oso de Mauricio Sendak, El autobús mágico de Johana Cole y la tira cómica El oso Rupert. Nelvana también realizó producciones propias durante los años 90 como Eek! el gato, Ciudad canina (Coproducción con Jim Henson Productions) y El lagartijo de Ned.
En el otoño de 1993, Nelvana firmó un proyecto para producir cinco películas para la Paramount Pictures con Kathleen Kennedy y Frank Marshall; las primeras dos producciones fueron emitidas el próximo verano con un costo sobre los $20 millones. Los tres proyectos restantes fueron basados en libros por E.B. White (La trompeta del Swan), Clive Barker (El ladrón de siempre) y Graeme Base (La marca del caballo de mar); una producción original denominada Mark Visión aún está en fase de producción.
Sin embargo, ninguna de estas películas han llegado a una etapa final de realización. Durante los años 90 varias producciones de Nelvana han sido distribuidas por diferentes compañías. En 1993 una novela de suspenso llamada Malice fue distribuida por la Columbia Pictures; En 1997 una película denominada Pipi calzetaslargas fue distribuida por la Legacy Releasing; y Babar: El rey de los elefantes fue distribuida en Canadá por la Alliance Atlantis en 1999. Entre ellos, solo Malice alcanzó popularidad en los Estados Unidos. $46 millones fue el crecimiento de Nelvana por tal producción más que la película de los cariñositos durante su estreno oficial.
En septiembre de 1996, Golden Books Family Entertainment propone comprar a Nelvana por $102 millones. Varios de los miembros de la compañía incluyendo Smith y Loubert expresaron intetes por tal proposición. Pero Hirish discutió con el Principal oficial de funcionamiento Eleanor Olmstead sobre los posibles efectos de la institución. Dos meses después, posiblemente con esta situación de culpa, Golden Books retira su proposición sin dar explicaciones y se concentra en la producción de series infantiles, posteriormente hay una ironía debido a que Nelvana adquiere popularidad en el campo de producción de series infantiles.
En 1997, una pequeña compañía de animación por computadora llamada Windlight Studios absorbe los activos de Nelvana. Su cofundador Scott Dyer se convierte en el mayor vicepresidente a cargo de producciones a mediados del 2001.
A finales de 1997, Nelvana y el canal británico 4 realizan la producción Bob y Margaret, segunda serie para el público adulto de Nelvana después de Rock 6 Rule. La serie se basa en el corto El cumpleaños de Bob de la National Film Board of Canadá, ganador de la academia como mejor corto animado que el canal 4 haya producido.
En agosto de 1998, Nelvana adquiere a Kid Can Press, los editores de los libros Franklin, de los cuales Nelvana realizó un dibujo animado basado en dichos libros. Kid Can Press se tornó como una compañía integrada de los cuales sus publicaciones subsequentes se convirieron en trabajos que Nelvana podía usar para realizar más series animadas.
Las primeras series por computadora de la compañía, Donkey Kong Country y Rolie Polie Olie (Coproducción con la compañía francesa Sparx*) han sido emitidas por la televisión estadounidense en 1998. El mismo año, había un monopolio de series de Nelvana en un bloque de programación de la CBS, entre estas eran Franklin, La escuela del rino volador, Anatole, Birdz y Mythic Warriors. En 1999, las series Franklin (Emitida en la CBS) y Rupert (Emitida en Nick Jr.)fueron intercambiadas por ambos canales.
En agosto de 1999, Nelvana realizó un trato con la Public Broadcasting Service para producir series que complementarias su programación de los sábados, las cuales estaban basadas en libros populares. Las seis series Timothy va a la escuela, Los siete pequeños monstruos, Corduroy, Marvin el caballo bailador de tap, George Shrinks y Elliot Moose de los cuales componen un bloque de programación en la PBS. El mismo mes, Nelvana adquiere los derechos de distribución norteamericana y canadiense de Cardcaptor Sakura de Clamp. El resultado fue una emisión en el canal americano WB y en Teletoon por Canadá

### Años 2000
El 12 de abril de 2000, Nelvana anunció la compra del editor de libros estadounidense Klütz por $74 millones (La mejor compra de aquella época) y además lo integró a su división de productos de consumo. Klutz fue fundado en 1977 y era reconocido por la creación del libro Books Plus. La subsidiaria separada de Nelvana, Kid Can Press aprovechó dicha adquisición para realizar mercancía a base de las creaciones de Klutz.
El 29 de septiembre de 2000, después de dos semanas de negociación, Corus Entertainment adquiere las operaciones de Nelvana por C$554 millones. Heather Shaw, presidente ejecutivo de Corus comentó este evento:

Corus esta satisfecho de ganar la maestría de Michael Hirsh, Patrick Loubert y Clive Smith para que se unan a nuestro equipo creciente. Estos tres visionarios fundaron Nelvana en 1971 y tuvieron que construir un estudio de animación de clase mundial con contenido y series de primera clase.

Al adquirir Nelvana, Corus estrategicamente está colocado a sí mismo para el crecimiento
internacional adicional. Nelvana distribuye sus series en más de 180 países con el 80% de ingresos generados de recursos internacionales. Corus continuará con la tradición de Nelvana de mejorar, comercializar producciones y futuramente expandir su biblioteca internacional de series. Nosotros aprovecharemos esta adquisición para nuestra fuerte balanza, y nosotros estamos verdaderamente encantados darle la bienvenida a nuestros expertos para que se unan a nuestra compañía.

Un año después de la adquisición de Corus, los cofundadores y CEOs Patrick Loubert y Clive A. Smith incrementaron la productividad del estudio. Loubert dejó voluntariamente su establecimiento el 16 de noviembre después de que sus nuevos propietarios eliminaran 50 posiciones del personal. "El tiempo ha hecho que Corus dejara de adquirir detuviera sus adquisiciones durante un momento y comenzara a funcionar". John Cassaday ha aclarado "Pero esto hace mi trabajo menos bien que más" él comentó el estado de la afiliación de Corus y su salida resultante".
En 2001, el estudio trabajó en películas dirigidas hacia una audiencia infantil. Sin embargo uno de ellos basado en la línea de juguetes Héroes de rescate y en una serie animada fue emitido en los cines estadounidenses. El resto de ellos basados en Rolie Polie Olie y Los cariñositos fueron distribuidos directamente a DVD. En el mismo año se abre las oficinas sucursales de Nelvana en Latinoamérica (Ciudad de México y Bogotá).
En 2001, Nelvana adquiere los derechos de la versión en inglés del anime Medabots. El siguiente enero, adquiere el anime Beyblade (Junto a Hasbro y a Mitsubishi) convirtiéndose en una propiedad compartida.
En octubre de 2002 durante uno de los años más difíciles de Nelvana, Corus anunció que Michael Hirish, el cofundador restante de Nelvana, había sido removido de su cargo de CEO. El siguiente mes, Paul Roberson, previo presidente de Corus Television y encargado de YTV, reemplaza a Hirish y se convierte en el encargado del estudio, mientras que hacía su manera de nuevo a la animación. Él explicó la razón para el cambio de estatus alrededor de 2003: "Quizás conseguíamos un poco más lejano a lo lejos en hacer la acción viva y extendernos en muchos de las nuevas áreas que no eran exactamente nuestras capacidades base". Con la salida de Hirish, Corus anunció una pérdida de C$200 millones; el siguiente agosto se reduce el personal a 200.
El siguiente septiembre Corus crea su división de distribución de video hogareña. La compañía estadounidense FUNimation y la compañía británica Maverick han distribuido varias series de Nelvana, entre ellas son Redwall, Pecola, Cuentos de la cripta, Timothy va a la escuela y el especial de Disney Channel, "Los hermanos de Santa Claus".
El 8 de mayo de 2006, Nelvana une fuerzas con ion Media Networks (Propietaios del canal i), NBC Universal, Scholastic Books y Classic Media a través de su división Big Idea Productions para crear Qubo, un canal dirigido a una audiencia preescolar que se emite a través de la televisión de paga, además de emitirse on-demand, el proyecto presentara programación nueva a través de sus propietarios, cada uno produciendo una serie nueva cada año. El canal NBC junto con el canal de habla español telemundo emitieron dicho canal el 9 se septiembre, además seis días después fue emitida por el canal i.
En septiembre de 2006, Nelvana integra a Corus una división de televisión infantil. Una unidad spin-off llamada Nelvana Enterprises que ha sido creada durante su proceso; su motivo de creación será la distribución de las series de la compañía. Scott Dayer, vicepresidente ejecutivo de producción se convierte en el supervisor de la división, estos incluyen Treehouse TV, Discovery Kids Canadá, e YTV. Doug Murphy, previo EVP de Nelvana se conviete en el nuevo presidente de la nueva unidad.
A mediados de 2006, luego de dos años de transmisión, creada la empresa Fresh TV Inc. Nelvana se asocia con éste para la serie 6teen.
Recientemente, en marzo de 2011; la empresa mexicana Televisa, firmó convenios con Nelvana para la distribución de sus producciones a otros países latinoamericanos. Sin embargo, también se creó la sociedad entre la Editorial Televisa y la división de nelvana (Nelvana Comics) para la distribución completa.
En noviembre de 2011, se firmó convenios con la productora española BRB Internacional para el desarrollo y la distribución de los proyectos para España y resto de Europa.
El 19 de octubre de 2016, Nelvana cambió el nombre de su logotipo como parte del cambio de marca de Corus desde la adquisición de Shaw Media por parte de este último.

## Franquicias
Varias de las series creadas por Nelvana se basan en propiedades de otras compañías, la mayoría de las cuales comenzó en otras formas de medios. Un gran reparto de ellos se basan en historietas y libros infantiles; ejemplos incluyen Anatole, Babar, Los osos Berenstain, Franklin, Jane y el dragón, Pequeño oso, Pipi Calzetaslargas, Muro rojo, Rupert, Tintín y Escuela Wayside. "Nosotros les damos vida a los libros" Eso contestó Michael Hirish cuando le consultaron sobre la fidelidad de sus series basadas en libros.
Nelvana también tiene una considerable historial de realizar series basadas en juguetes, un ejemplo de ello son Los Cariñositos que fueron basados en juguetes licenciados por la American Greetings. La compañía también realizó series y especiales de televisión basadas en Strawberry Shortcake (También de American Greetings) Madballs y Mi mascota monstruo (de AmToy) y Héroes de rescate (de Fisher-Price).
Otra de sus realizaciones ha sido trasladar películas a series de televisión como Star Wars (Droids y Ewoks), Beetlejuice, Un cuento americano (Cuentos americanos de Fievel), Liberen a Willy y La historia jamás contada. Además la compañía se aventuró hacia el mundo de los videojuegos donde realizó 2 series animadas basadas en los videojuegos Donkey Kong Country y Hoshi no Kirby de Nintendo.
En el campo del animé, la compañía adquirió los derechos de distribución de las series Medabots, Beyblade y Cardcaptor Sakura de Kodansha y Clamp.
Como muchos estudios de animación, la compañía Nelvana también crea programación original como Locos Dieciséis, Secundaria de clones, Super Wish, Mission Hill e Eek! el gato, entre otros; donde estas series no están basadas en ningún otro material.
Hasta el 2007, el estudio realizó 25 películas cinematográficas, video y distribución de series. Algunos lanzamientos conocidos son Rock & Rule, las primeras cinco películas cinematográficas de los cariñositos, dos películas de Babar y Pipi Calzetaslargas.
La acción en vivo también ha sido un concepto principal durante los primeros inicios de Nelvana. La compañía ha realizado las películas Burgar y Malice como un proyecto destacado en el área y una contribución especial en las películas Especial de navidad de Star Wars y ¡Three Amigos!. En el área de la televisión, Nelvana ha realizado series como Los hermanos Edison, 24 Horas de entrenamiento y Los chicos Hardy.

## Alrededor del mundo
Nelvana opera oficialmente en Toronto, y con oficinas en Seattle París y Tokio, además posee una rama de distribución en Shannon, Irlanda. Sus sedes en Hollywood y Londres han sido cerradas en septiembre del 2006 como una parte de la organización estructural de Corus.
En los Estados Unidos, las series de Nelvana han sido emitidas en los canales de ABC, CBS, FOX, PBS, NBC y The CW, y estaciones de cable como Nickelodeon, Disney Channel, Showtime, Cartoon Network, Adult Swim, y ABC (FOX) Family. En Canadá las series son emitidas por Teletoon, YTV, CBC, Family Channel y Treehouse TV, y los canales hispanos como Telemundo, Univision y Telefutura. Por otra parte, estas series son emitidas por en la BBC, ITV, Canal cuatro, Five, Nick Jr. y Tiny Pop (en el Reino Unido); en RTÉ (en la República de Irlanda); y en France 2 y France 3. Varias de las franquicias de Nelvana han sido emitidas sobre 360 estaciones de Televisión en más de 100 países y en aproximadamente 50 idiomas.
Los padrinos mágicos y Danny phantom, dos nicktoons creados por el animador Butch Hartman son distribuidos por Nelvana fuera de los Estados Unidos. Últimamente tienen mayor índice de audiencia en los canales que se emiten como Nickelodeon, YTV y BBC. Además de ser los más vistos por los espectadores en los mercados europeos y en Australia.

## Personal notable
Además del trío de fundadores, hay varias personas que trabajaron en Nelvana en el pasado y el presente. Entre las personas mejor conocidas en trabajar en el estudio son Bill Perkins, John de Klein, Wayne Gilbert, John Halfpenny, Peter Hudecki, Vincenzo Natali, Arna Selznick, Laura Shepherd, Susan Snooks y John van Bruggen. Actores de voz que han trabajado en Nelvana desde el pasado al presente incluyen Melleny Brown, Alyson Court, Don Francks, Dan Hennessey, Jim Henshaw, Hadley Kay, Bill Kopp, Martin Lavut, Julie Lemieux, Stephen Ouimette, Susan Roman, John Stocker, Tara Strong, Colin Mochrie, Cree Summer, Colin O'Meara, Brent Titcomb, Louise Vallance, y Chris Wiggins.
Los tres previos empleados de Nelvana, Roger Allers, Charles Bonifacio y Andrew Hickson se convirtieron en membros de la Walt Disney Feature Animation en 1980 y en 1990. Allers, quien trabajó en Rock & Rule es conocido como el director de "El rey león". Por su parte Bonifacio y Hickson trabajaron en la realización de Lilo & Stitch. Lenora Hume, quién trabajó en la compañía desde hace años es la mayor vicepresidente de DisneyToon Studios.

## Influencia en la cultura popular
Nelvana es un planeta mencionado en una de las series de "Star Wars: Las Guerras Clón". Durante los episodios 23 al 25, Anakin Skywalker viaja a un planeta llamado "Nelvaan". Guerras clónicas también realizó un homenaje a la primera serie creada por Nelvana, en donde había personajes con forma de perro, los cuales se basaban en los personajes de "Rock & Rule".
Hay otra referencia a la compañía en la serie Star Trek: The Next Generation, donde hay un sistema de cinco planetas llamado como la compañía.Uno de ellos Nelvana III, es notablemente mencionado en el episodio "Defector".

## Enlaces relacionados

### Cinema
- Cinema de Canadá
- Historia del filme canadiense
- Historia de la animación canadiense

### Compañías de animación relacionadas
- National Film Board of Canadá
- Cookie Jar Entertainment (Previamente Cinar)
- CinéGroupe
- Atkinson Film-Arts (Cerrada en 1989)
- Studio B Productions
- C.O.R.E.